# الدوري الذهبي 2009
تنافس على المليون دولار في الدوري الذهبي لسنة 2009، 5 رياضين و5 رياضيات خلال 6 محطات.
يجب الفوز ب 6 محطات لنيل جائزة المليون دولار.

## الفائزون
- كنينيسا بيكيلي  إثيوبيا
- يلينا ايزينبايفا  روسيا
- سانيا ريتشاردز  الولايات المتحدة

## النتائج

### رجال
|                   | برلين 14 يونيو 2009                     | أوسلو 3 يوليوز 2009                     | روما 10 يوليوز 2009                     | باريس 17 يوليوز 2009                         | زوريخ 28 أغسطس 2009                          | بروكسيل 4 سبتمبر 2009                    |
| ----------------- | --------------------------------------- | --------------------------------------- | --------------------------------------- | -------------------------------------------- | -------------------------------------------- | ---------------------------------------- |
| 100 متر           | داتيل باليي الأنتيل الهولندية · 10 s 03 | أسفا باول جامايكا · 10 s 07             | تايسون غاي الولايات المتحدة · 9 s 77    | أوسيان بولت جامايكا · 9 s 79                 | أوسيان بولت جامايكا · 9 s 81                 | أسفا باول جامايكا · 9 s 90               |
| 200 متر           | —                                       | —                                       | —                                       | —                                            | —                                            | أوسيان بولت جامايكا · 19 s 57            |
| 400 متر           | كريس براون جزر البهاما · 45 s 61        | ريني كوين ترينيداد وتوباغو · 45 s 18    | كريس براون جزر البهاما · 44 s 81        | جيريمي وارينر الولايات المتحدة · 45 s 28     | لاشوان ماريت الولايات المتحدة · 44 s 21      | جيريمي وارينر الولايات المتحدة · 44 s 94 |
| 800 متر           | —                                       | يوري بورزاكوفسكي روسيا · 1 min 44 s 42  | ألفريد كيروا يوغو كينيا · 1 min 45 s 23 | إسماعيل احمد إسماعيل السودان · 1 min 45 s 85 | دافيد روديشا كينيا · 1 min 43 s 52           | دافيد روديشا كينيا · 1 min 45 s 80       |
| 1500 متر          | اغوستين شوغي كينيا · 3 min 29 s 47      | كولين شيبوا كينيا · 3 min 36 s 24       | أسبيل كيبوب كينيا · 3 min 31 s 20       | —                                            | اغوستين شوغي كينيا · 3 min 33 s 38           | —                                        |
| 3000 متر 5000 متر | —                                       | ريشارد بارتال كينيا · 7 min 50 s 58     | —                                       | كنينيسا بيكيلي إثيوبيا · 7 min 28 s 64       | —                                            | —                                        |
| 3000 متر 5000 متر | كنينيسا بيكيلي إثيوبيا · 13 min 00 s 76 | كنينيسا بيكيلي إثيوبيا · 13 min 04 s 87 | كنينيسا بيكيلي إثيوبيا · 12 min 56 s 23 | —                                            | كنينيسا بيكيلي إثيوبيا · 12 min 52 s 33 (WL) | كنينيسا بيكيلي إثيوبيا · 12 min 55 s 31  |
| 110 متر حواجز.    | دوكستير فولك الولايات المتحدة · 13 s 18 | أنتاون هيكس الولايات المتحدة · 13 s 41  | دايرون روبلي كوبا · 13 s 17             | دوكستير فولك الولايات المتحدة · 13 s 14      | دايرون روبلي جامايكا · 13 s 16               | ريان براتويت باربادوس · 13 s 30          |
| 3000 متر موانع    | —                                       | —                                       | —                                       | ماهيدين ميخيسي فرنسا · 8 min 13 s 23         | إيزيكيل كيمبوا كينيا · 8 min 04 s 45         | باول كويش كينيا · 8 min 04 s 05          |
| رمي الرمح         | ترو بيتكاماكي فنلندا · 86,53 m          | ترو بيتكاماكي فنلندا · 84,63 m          | اندرياس توركيلدسين النرويج · 87,46 m    | اندرياس توركيلدسين النرويج · 87,46 m         | اندرياس توركيلدسين النرويج · 91,28 m         | ترو بيتكاماكي فنلندا · 86,23 m           |

### نساء
|               | برلين 14 يونيو 2009                       | أوسلو 3 يوليوز 2009                       | روما 10 يوليوز 2009                       | باريس 17 يوليوز 2009                      | زوريخ 28 أغسطس 2009                       | بروكسيل 4 سبتمبر 2009                     |
| ------------- | ----------------------------------------- | ----------------------------------------- | ----------------------------------------- | ----------------------------------------- | ----------------------------------------- | ----------------------------------------- |
| 100 متر       | كيرون ستيوارت جامايكا · 11 s 00           | كيرون ستيوارت جامايكا · 10 s 99           | كيرون ستيوارت جامايكا · 10 s 75           | كيرون ستيوارت جامايكا · 10 s 99           | كارميليتا جيتير جامايكا · 10 s 86         | كارميليتا جيتير جامايكا · 10 s 88         |
| 400 متر       | سانيا ريتشاردز الولايات المتحدة · 49 s 57 | سانيا ريتشاردز الولايات المتحدة · 49 s 23 | سانيا ريتشاردز الولايات المتحدة · 49 s 46 | سانيا ريتشاردز الولايات المتحدة · 49 s 34 | سانيا ريتشاردز الولايات المتحدة · 48 s 94 | سانيا ريتشاردز الولايات المتحدة · 48 s 83 |
| 1500 متر      | —                                         | —                                         | مريم جمال البحرين · 3 min 56 s 55         | —                                         | مريم جمال البحرين · 3 min 59 s 15         | —                                         |
| 100 متر حواجز | دامو شيري الولايات المتحدة · 12 s 76      | دامو شيري الولايات المتحدة · 12 s 68      | دامو شيري الولايات المتحدة · 12 s 55      | دامو شيري الولايات المتحدة · 12 s 68      | بيريجيت فوستير جامايكا · 12 s 46          | بيريجيت فوستير جامايكا · 12 s 48          |
| الوثب العالي  | أريان فريديريش ألمانيا · 2,06 m           | بلانكا فلاسيتش كرواتيا · 2,00 m           | أنتونيتا دي مارتينو إيطاليا · 2,00 m      | بلانكا فلاسيتش كرواتيا · 1,99 m           | بلانكا فلاسيتش كرواتيا · 2,01 m           | بلانكا فلاسيتش كرواتيا · 2,00 m           |
| القفز بالزانة | يلينا ايزينبايفا روسيا · 4,83 m           | يلينا ايزينبايفا روسيا · 4,71 m           | يلينا ايزينبايفا روسيا · 4,85 m           | يلينا ايزينبايفا روسيا · 4,65 m           | يلينا ايزينبايفا روسيا · 5,06 m (WR)      | يلينا ايزينبايفا روسيا · 4,70 m           |

## المصدر
- IAAF

| الدوري الذهبي (الاتحاد الدولي لألعاب القوى)                                                  |
| 1998 \| 1999 \| 2000 \| 2001 \| 2002 \| 2003 \| 2004 \| 2005 \| 2006 \| 2007 \| 2008 \| 2009 |